# Baseball na Igrzyskach Azjatyckich 2018
Baseball na Igrzyskach Azjatyckich 2018 – jedna z dyscyplin rozgrywana podczas igrzysk azjatyckich w Dżakarcie i Palembangu. Zawody odbyły w dniach 21 sierpnia – 1 września na Stadionie Gelora Bung Karno i Rawamangun Baseball Field w stolicy Indonezji. Do rywalizacji w jednej konkurencji przystąpiło 232 zawodników z 10 państw.

## Uczestnicy
W zawodach wzięło udział 232 zawodników z 10 państw.
| Reprezentacja    | Liczba zawodników |
| ---------------- | ----------------- |
| Chiny            | 24                |
| Chińskie Tajpej  | 25                |
| Hongkong         | 24                |
| Indonezja        | 26                |
| Japonia          | 23                |
| Korea Południowa | 25                |
| Laos             | 15                |
| Pakistan         | 24                |
| Sri Lanka        | 25                |
| Tajlandia        | 21                |
| 10 reprezentacji | 232               |

## Medaliści
| Konkurencja     | Złoto | Srebro | Brąz |       |
| --------------- | --- | --- | --- | ----- |
| Zawody mężczyzn | Korea Południowa · An Chi-hong · Choi Chung-yeon · Choi Won-tae · Ham Deok-ju · Hwang Jae-gyun · Im Chan-kyu · Im Gi-yeong · Jang Pill-joon · Jung Woo-ram · Kim Ha-seong · Kim Hyun-soo · Kim Jae-hwan · Lee Jae-won · Lee Jung-hoo · Lee Yong-chan · Oh Ji-hwan · Park Byung-ho · Park Chi-guk · Park Hae-min · Park Jong-hun · Park Min-woo · Son Ah-seop · Yang Eui-ji · Yang Hyeon-jong | Japonia · Sho Aoyagi · Yudai Aranishi · Koji Chikamoto · Makoto Hori · Jumpei Horimai · Takeshi Hosoyamada · Yuki Jibiki · Akiyoshi Katsuno · Ryo Kinami · Junya Kino · Shoji Kitamura · Momotaro Matsumoto · Shohei Morishita · Michiori Okabe · Yuichiro Okano · Kohei Sasagawa · Katsutoshi Satake · Asahi Sato · Takumi Takahashi · Tsuyoshi Tamura · Ryoga Tomiyama · Takehiro Tsujino · Isamu Usui | Chińskie Tajpej · Chan Tzu-hsien · Chen Bo-hao · Chen Hsiao-yun · Chen Jui-mu · Chen Wei-chih · Chiang Chien-ming · Hsiao Po-ting · Huang Chia-wei · Huang Chien-lung · Lin Chen-fei · Lin Cheng-hsien · Lin Chia-yu · Lin Han · Lin Hua-ching · Lin Tzu-chieh · Lin Yu-hsiang · Shen Hao-wei · Su Chih-chieh · Tai Ju-liang · Tang Chia-chun · Tsai Wei-fan · Wang Cheng-hao · Wang Tsung-hao · Wang Yu-pu · Wu Sheng-feng | [ 3 ] |

## Tabela medalowa
| Pozycja | Reprezentacja    | Złoto | Srebro | Brąz | Razem |
| ------- | ---------------- | ----- | ------ | ---- | ----- |
| 1.      | Korea Południowa | 1     | 0      | 0    | 1     |
| 2.      | Japonia          | 0     | 1      | 0    | 1     |
| 3.      | Chińskie Tajpej  | 0     | 0      | 1    | 1     |
| Razem   | Razem            | 3     | 3      | 3    | 9     |